# Julius Rinck von Starck

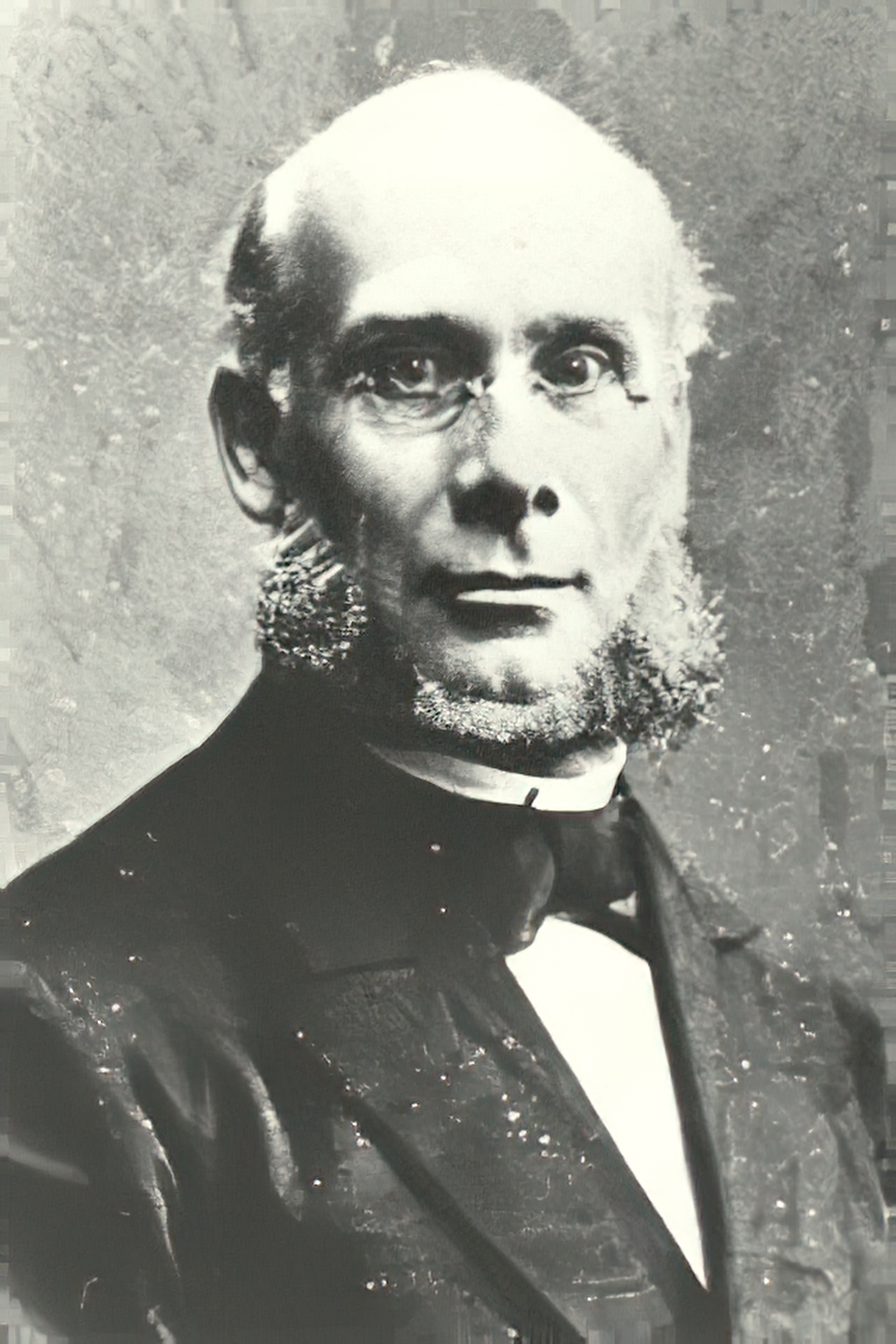
Julius Rinck Freiherr von Starck

Philipp Gustav August Julius Rinck Freiherr von Starck (* 19. Dezember 1825 in Darmstadt; † 16. September 1910 ebenda) war ein deutscher Politiker und Präsident des Gesamtministeriums des Regierung des Großherzogtums Hessen.

## Familie
Julius Rinck wurde als Sohn von Karl Ernst August Rinck Freiherr von Starck (1796–1875), Oberkonsistorialpräsident und Abgeordneter, und seiner Ehefrau Karoline Sophie Elisabeth von Müller (1801–1875) in Darmstadt geboren.
Julius Rinck heiratete 1851 Marie Sophie Wilhelmine Faber (1829–1900). Aus der Ehe gingen hervor:
- Karl August Wilhelm Rinck Freiherr von Starck (1858–1926), Königlich Preußischer Major und Großherzoglich Hessischer Kammerherr. Seit 1887 war er mit Hedwig von Hombergk zu Vach (* 1861) verheiratet.
- Adalbert Karl Ludwig Julius Rinck Freiherr von Starck (1865–1916), Landrat des Kreises Erbach

## Karriere
Julius Rinck studierte ab dem Wintersemester 1842/43 Rechtswissenschaft an der Hessischen Ludwigs-Universität und wurde im Corps Teutonia Gießen aktiv. Als Inaktiver wechselte er an die Ruprecht-Karls-Universität Heidelberg. 
Anschließend war er Akzessist am Hofgericht Darmstadt. Ab 1850 war er zunächst bei der Staatsanwaltschaft Gießen und anschließend in Darmstadt tätig. Von dort wechselte er in die Verwaltung und wurde 1853 Assessor beim Kreis Mainz, 1857 beim Kreis Schotten und 1859 bis 1870 beim Kreis Offenbach. Zumindest in den letzten beiden Verwendungen war er Kreisrat. 1868 wurde er in den Staatsrat des Großherzogtums Hessen berufen und auch Mitglied der Kriegslastenkommission. Seit 1870 amtierte er als Landrat des Kreises Gießen. Diese Stelle war in Personalunion mit dem Amt des Direktors der Provinz Oberhessen verbunden.
1871 wechselte er als Ministerialrat in das Ministerium des Innern, wo er ein Jahr später Ministerialdirektor (Minister) wurde und 1875 den Titel „Präsident“ erhielt. 1876 wurde er zum Präsidenten des Gesamtministeriums (Ministerpräsident) berufen. Zugleich nahm er damit die verbliebenen Aufgaben des 1874 aufgelösten Außenministeriums wahr, war Vertreter beim Bundesrat und zuständig für die Angelegenheiten des Großherzoglichen Hauses.
In den Debatten im Hessischen Landtag um die beabsichtigte Schließung der TH Darmstadt nach 1876 und 1881/1882 trat er zusammen mit Oberbürgermeister Albrecht Ohly und Otto Wolfskehl, dem Vorsitzenden des Finanzausschusses, sowie den Verantwortlichen der TH selbst für den Erhalt der Hochschule ein.
1879 übernahm er auch das Ministerium des Innern und der Justiz (in Nachfolge von Georg Kempf). Am 30. April 1884 amtierte Julius Rinck als Standesbeamter bei der zweiten Eheschließung von Großherzog Ludwig IV. mit der unstandesgemäßen Alexandrine von Hutten-Czapska. Die Ehe musste aufgrund der Intervention der Ex-Schwiegermutter des Großherzogs, Königin Victoria von Großbritannien, sofort wieder annulliert werden. Knapp einen Monat später trat Julius Rinck in den Ruhestand und wurde zugleich vom Großherzog zum Mitglied der Ersten Kammer der Landstände des Großherzogtums Hessen auf Lebenszeit ernannt, deren 25. bis 31. Landtag er angehörte. 1902 verzichtete er auf das Mandat und zog sich in das Privatleben zurück. Er starb 1910 im Alter von fast 85 Jahren.

## Ehrungen
- 1873 Komturkreuz II. Klasse des Verdienstordens Philipps des Großmütigen[8]
- 1874 Komturkreuz I. Klasse des Verdienstordens Philipps des Großmütigen[9]
- 1877 Preußischer Kronenorden I. Klasse[10]
- 1878 Großkreuz des Verdienstordens Philipps des Großmütigen[11]
- 1879 Wirklicher Geheimrat[12]
- 1879 Dr. phil. hc.[13]
- 1880 Dr. jur. hc.[14]
- 1880 Großkreuz des badischen Ordens vom Zähringer Löwen[15]
- 1882 Großkreuz des Ordens der württembergischen Krone[16]
- 1885 Großkreuz des Ludewigsordens[17]